# Beata hispida
Beata hispida är en spindelart som först beskrevs av George William Peckham och Elizabeth Maria Gifford Peckham 1901.  Beata hispida ingår i släktet Beata och familjen hoppspindlar. Inga underarter finns listade.